# Inonotus micantissimus
Inonotus micantissimus är en svampart som först beskrevs av Rick, och fick sitt nu gällande namn av Rajchenb. 1987. Inonotus micantissimus ingår i släktet Inonotus och familjen Hymenochaetaceae.   Inga underarter finns listade i Catalogue of Life.